# Liste der türkischen Botschafter in Belgien
Liste der türkischen Botschafter in Belgien.

## Botschafter
- 1924–1925: Enver Bey
- 1925–1933: Mehmet Kamil İrdelp
- 1933–1933: Hilmi Kamil Bayur
- 1933–1938: Emin Âli Sipahi
- 1938–1939: Cemal Hüsnü Taray
- 1939–1940: Nebil Batı
- 1945–1946: Hasan Basri Lostar
- 1947–1949: Şevket Fuad Keçeci
- 1949–1950: Nizamettin Ayaşlı
- 1950–1952: Nedim Veysel İlkin
- 1952–1954: Hasan İstinyeli
- 1954–1956: Bedri Tahir Saman
- 1956–1957: Doğan Türkmen
- 1957–1961: Rıfkı Rüstü Zorlu
- 1961–1962: Tevfik Dündar Saraçoğlu
- 1962–1964: Hasan Esat Işık
- 1964–1967: Fuat Bayramoğlu
- 1967–1972: Faruk Berkol
- 1972–1978: Sulhi Dişlioğlu
- 1978–1982: Haluk Kura
- 1982–1985: Faik Melek
- 1986–1991: Ecmel Barutcu
- 1991–1995: Yıldırım Keskin
- 1995–1999: Güner Öztek
- 1999–2002: Temel İskit
- 2002–2005: Rasih Erkan Gezer
- 2005–2009: Fuat Tanlay
- 2009–2011: Nazif Murat Ersavcı
- seit 2011: İsmail Hakkı Musa